# Jesu Hjärtas katolska kapell
Jesu Hjärtas katolska kapell är en romersk-katolsk kyrkobyggnad i Sörforsa i Hudiksvalls kommun i Hälsingland. Den tillhör Sankt Pauli katolska församling i Stockholms katolska stift.

## Historia
I slutet av 1800-talet byggde några Forsabönder upp ett modernt linspinneri med hjälp av yrkesfolk från Europa. Det manuella arbetet med att spinna lin ersattes med maskiner. Det värvades kunnig arbetskraft och flera hundra personer kom flyttande från Böhmen, Österrike, Ungern och Irland m.fl. länder. De arbetare och förmän som kom tillhörde katolska kyrkan och saknade katolsk kyrka och mässa.
Direktör Franz Kaulich såg ett kapellbygge som ett sätt att kunna behålla arbetskraften vid linspinneriet och satte igång arbetet med att ordna pengar och mark. Linspinneriet bidrog med 500 kronor och den Österrikiske kejsaren Franz Josef av Österrike-Ungern bidrog med 1500 kronor. Franz Kaulich betalade själv för marken.  Det uppfördes inte bara ett kapell utan även gästhem, församlingsgård, prästgård och en del andra byggnader

Så småningom blev Sörforsa centrum för den katolska kyrkan i Norrland. Länge var kyrkan den nordligaste katolska i Sverige. Församlingen bildades emellertid inte förrän år 1924. Innan dess tillhörde man den katolska församlingen i Gävle. Sedan 1960-talet tillhör man åter församlingen i Gävle.

## Kyrkobyggnad
Arbetet med kapellet påbörjades 1908. Det byggdes av tre snickare från Forsa. Som grund för byggnadsritningen hade man ett vykort av kejsarinnan Elisabeths alpkapell i Österrike. År 1909 invigdes kapellet av biskopen Albertus Bitter.
Efter hand har interiören förändrats en del.

## Inventarier
- Orgeln kom ursprungligen från Tyskland.
- Kyrkklockan som en gång skänktes av påven, har flyttat inomhus. En ny klocka hänger i tornet.